# Pseudanapis schauenbergi
Pseudanapis schauenbergi är en spindelart som beskrevs av Brignoli 1981. Pseudanapis schauenbergi ingår i släktet Pseudanapis och familjen Anapidae. Inga underarter finns listade i Catalogue of Life.